# Editor HTML
Editor HTML ou editor Web é um software para a criação de páginas web, utilizando a linguagem de marcação HTML. Embora a edição em linguagem HTML de uma página web possa ser feita com qualquer editor de texto, editores HTML específicos oferecem vários recursos extras para auxiliar na criação de páginas, além disso, acrescentam outras funcionalidades, e muitos dão a opção de visualização do projeto, tanto em linhas de código HTML quanto o resultado delas no design da página. Editores são ótimas ferramentas para webdesigners e demais profissionais de sistemas para internet, visto que lhes poupam trabalhos pequenos, mas que consomem muito tempo, e assim permitem que o foco seja desviado para detalhes mais importantes.

## Detalhes sobre Editores HTML
Alguns editores possuem um sistema de cor que difere as linhas de código, facilitando assim sua visualização, mas quando esse recurso não estiver disponível costuma-se indentar o código. A representação do design da página nos editores não é fiel, pois há divergências até mesmo na maneira como elas aparecem em diferentes navegador|navegadores, mas esse design é importante para a inclusão de recursos sem a necessidade de mudar as linhas de código, este processo geralmente gera partes de código inúteis que apenas ocupam espaço e causam confusão. Uma grande quantidade de editores HTML trabalham não só com essa linguagem, mas também relaciona tecnologias como XML, CSS ou JavaScript. Em alguns casos, eles também gerenciam a comunicação com os servidores web via FTP.

## Editores mais conhecidos
- Adobe Dreamweaver
- Adobe GoLive
- Bluefish
- Edit Plus
- Microsoft Expression Web
- Microsoft FrontPage
- Mozilla Komposer